# Бамби, један живот у шуми
Бамби, један живот у шуми (оригинални немачки наслов: Bambi: Eine Lebensgeschichte aus dem Walde) је аустријски образовни роман из 1923. године, који је написао Феликс Салтен, а у Берлину га је објавила немачка издавачка кућа Ullstein Verlag. Роман прати живот Бамбија, младунче срндаћа, од рођења до детињства, губитка мајке, проналаска партнера, поука које је научио од оца и искуства која стиче о опасностима које вребају у шуми од људи-ловаца.
Енглески превод објављен је у Северној Америци код издавача Simon&Schuster 1928. године, а роман је од тада преведен и објављен на преко 30 језика широм света. Салтен је 1939. године објавио наставак овог романа, роман Бамбијева деца.
Критичари су роман добро прихватили и сматра се класиком, као и једним од првих еколошких романа. Адаптиран је у позоришни анимирани филм Бамби, у продукцији Волта Дизнија 1942. године, две руске адаптације у живој акцији 1985. и 1986, балет 1987, и сценску продукцију 1998. године. Још једну адаптацију балета створила је једна Орегонска трупа, али она никада није премијерно изведена. Janet Schulman је 2000. године објавила адаптацију књиге за децу која садржи реалистичне слике у уљу и многе оригиналне Салтенове речи.

## Радња
Бамби је лане, потомак срне и јелена, рођен у густишу крајем пролећа једне године. Током лета мајка га учи о разним становницима шуме и начинима живота јелена. Кад осети да је довољно стар, одводи га на ливаду за коју је сазнао да је и дивно, али и опасно место, јер јелена оставља изложеним опасности. Након почетног страха због мајчине опрезности, Бамби ужива у искуству. На следећем путовању Бамби упознаје тетку Ену и њене близанце Фалине и Гобо. Брзо постају пријатељи и деле оно што су научили о шуми. Док се играју, први пут сусрећу принчеве, мужјаке јелена. Након одласка јелена, младунци сазнају да су то били њихови очеви, али да очеви ретко остају са женама и младима или разговарају са њима.
Како Бамби стари, мајка почиње да га оставља на миру. Док једног дана трага за њом, Бамби има први сусрет са "Он" – животињским изразом за људе – што га престрашује. Човек подиже ватрено оружје и упери га у њега; Бамби бежи највећом брзином, придружuje му се и мајка. Након што га прекори јелен због плача за мајком, Бамби се навикава да повремено буде сам. Касније сазнаје да се јелен зове Стари Принц, најстарији и највећи јелен у шуми, који је познат по својој лукавој и резервисаној природи. Током зиме, Бамби упознаје младу срну Марену, стару срну Нетлу, која више не носи младе, и два принца, Рона и Каруса. Средином зиме ловци улазе у шуму, убијајући многе животиње, укључујући Бамбијеву мајку. Гобо такође нестаје и сматра се мртвим.
После овога, радња романа се премешта годину дана унапред и напомиње се да је Нетла бринуо о Бамбију, сада младој одраслој животињи, и да су га, када је добио први пар рогова, злостављали и малтретирали други мужјаци. Лето је, и Бамби сада добија свој други пар рогова. Поново се ујединио са рођаком Фалине. Након што се прво бори и порази Каруса, потом се Роно, Бамби и Фалине заљубе једни у друге. Проводе много времена заједно. За то време, Стари Принц спашава Бамбију живот, када Бамби замало потрчи према ловцу који имитира позив срне. Ово учи младог јелена да буде опрезан када безобзирно жури на позив било ког јелена. Током лета, Гобо се враћа у шуму, одгајио га је човек који га је пронашао срушеног у снегу током лова у коме је Бамбијева мајка убијена. Док га мајка и Марена дочекују и славе као „човековог пријатеља“, Стари Принц и Бамби га сажаљевају. Марена постаје његова супруга, али неколико недеља касније Гобо бива убијен када приђе ловцу на ливади, погрешно верујући да ће га халтер који је носио заштитити од свих људи.
Како Бамби наставља да стари, већину свог времена почиње да проводи сам, укључујући избегавање Фалине иако је и даље воли на меланхоличан начин. Неколико пута се састаје са Старим Принцом, који га подучава замкама, показује му како да ослободи другу животињу и подстиче га да не користи стазе како би избегао замке људи. Када ловац касније упуца Бамбија, принц му покаже како да хода у круг да тако збуни човека и његове псе док крварење не престане, а затим га одводи на сигурно место да се опорави. Остају заједно док Бамби не ојача довољно да поново напусти сигурно уточиште. Када је Бамби оседео и остарио, Стари Принц му показује да човек није свемоћан показујући му мртво тело човека којег је други човек упуцао. Када Бамби потврди да сада разуме да „Он“ није свемоћан и да над свим створењима постоји „Други“, Стари Принц му говори да га је одувек волео и пре одласка назива га својим сином.
На крају романа, Бамби се састаје са близанцима-младунцима који позивају мајку и он их грди због тога што нису могли да остану сами. Након што их је напустио, у себи мисли да га је млада срна подсетила на Фалине, која му је обећала да ће га поново срести кад порасте.

## Ликови
- Бамби – главни јунак приче. Кроз роман пратимо његово одрастање све до позних дана. Он је на почетку белорепи срндацћ, има смеђе крзно и смеђе очи. Док је још мали његово крзно је нешто светлије и посуто белим мрљама, а како је растао мрље су нестале, крзно му потамнило и нарасли рогови. Бамби је радознао и знатижељан, са детињим ентузијазмом, пријатељски расположен, храбар. Кроз живот је научио многе ствари, постајао је мударији и храбарији, а круна на његовој глави била је нешто чему су све животиње дивиле. На крају је постао краљ шуме и своје знање и мудрост је преносио на млађе генерације.
- Мајка – Бамбијев заштитник и она је та која га је научила свему у детињству. Волела је да шета са њим и увек је радо одговарала на његова питања. Када ју је човек убио, Бамби је остао сам.
- Стари Принц – Бамбијев отац и краљ шуме. Био је то поносан и снажан срндаћ. Дуго је избегавао Бамбија, али га је на крају спасао када му је то било најпотребније. Био је са њим и учио га како да постане најбољи од свих. Када је Бамби научио све потребне лекције, Стари је одлучио да оде и пронађе скровиште у коме ће на крају угинути.
- Фалина – срна коју је Бамби волео. Волела је и она њега. Провели су већи део живота заједно. Била је весела и брза срна. Када се Бамби одвојио од ње, почела је да копни, постала је тужна и уморна, али је и даље била лепа.
- Гобо – Фалинин брат и Бамбијев рођак. Од малена је био слаб, па га је током једног лова човек ухватио. Сви су мислили да је умро, али се он једнога дана вратио после одређеног периода проведеног код човека. Због тога је мислио је да је због тога бољи од осталих. Није се плашио више ничега. Један дан га је погодио метак и човек га је на крају убио.
- Он – назив који су животиње дале човеку. То га је име некако одвајало од осталих становника шуме. А други назив није ни заслужио јер му је главна улога била да лови недужне животиње. Сви у шуми су га се плашили. Једино је Гобо видео његову другу страну и веровао је да је добар јер је такав био према њему. Последњу лекцију о човеку доноси Стари. Тиме је показао Бамбију, али и свим читаоцима, да човек није изнад природе и да он врло лако може бити убијен.[2]

## Историја настанка дела
Феликс Салтен, који је и сам био страствени ловац, написао је Бамби, један живот у шими након Првог светског рата, циљајући на одраслу публику. Роман је први пут објављен у Бечу у сериализованом облику у новинама "Neue Freie Presse" од 15. августа до 21. октобра 1922, и као књига у Немачкој у издању Ullstein Verlag-а 1923, а поново објављен 1926. у Бечу.

### Преводи
"Simon&Schuster", објавили су прво издање на енглеском језику 1928. године, са илустрацијама Whittaker-a Chambersа-a, под насловом Бамби: Живот у шуми. The New York Times је похвалио прозу као „предивно преведену“. New York Herald Tribune није коментарисао превод. Научница Сабине Струмпер-Кроб превод карактерише поједностављеним, рекавши да је Chambers књигу уписао у културне и идеолошке вредности америчког друштва, наглашавајући породичне вредности и смањујући трансценденталне.
Превод Chambers-а је више пута штампан са различитим илустрацијама до 2010-их. Нови превод Hannah Correll-a на енглески објављен је 2019. године.
Објављено је преко 200 издања романа, са готово 100 немачких и енглеских издања, те бројним преводима и поновљеним издањима на преко 30 језика. Такође је објављен у разним форматима, укључујући штампане медије, аудио-књиге, књиге на Брајевом писму и формате е-књига.  Оригинално немачко издање је било илустровано, али од тада је створено неколико верзија илустрација.

### Спор око ауторских права
Када је Салтен првобитно објавио Бамбија 1923. године, учинио је то према немачким законима о ауторским правима, који нису захтевали изјаву да је роман заштићен ауторским правима. У републикацији 1926. године он је укључио обавештење о ауторским правима Сједињених Држава, па се сматра да је дело заштићено ауторским правима у Сједињеним Државама 1926. године. Године 1936. Салтен је продао нека филмска права за роман продуценту MGM-а (Metro-Goldwyn-Mayer) Sidney Franklin-у који их је предао Волту Дизнију за стварање филмске адаптације. Након Салтенове смрти 1945. године, његова ћерка Ана Вилер наследила је ауторска права и обновила заштићени статус романа 1954. године (амерички закон о ауторским правима на снази у то време предвиђао је почетни рок од 28 година од датума првог објављивања у САД, што би могло бити продужен за додатних 28 година под условом да је носилац ауторских права поднео захтев за обнову пре истека почетног ауторског права). 1958. године формулисала је три споразума са Дизнијем у вези с правима на роман. Након њене смрти 1977. године, права су прешла на њеног супруга Вејта Вилера и њену децу, која су се држала до 1993. године када су права продата издавачкој кући "Твин Бокс". "Твин Бокс" и Дизни нису се сложили око услова и ваљаности Дизнеијевог оригиналног уговора са Аном Вилер и Дизнеијевом даљом употребом имена Бамби.
Када две компаније нису успеле да постигну решење, "Твин Боокс" је поднео тужбу против Дизниј-а због кршења ауторских права. Дизни је тврдио да се, по томе што Салтенова оригинална публикација романа из 1923. године није садржала обавештење о ауторским правима, амерички закон одмах сматрао делом јавног власништва. Такође је тврдило да се, како је роман објављен 1923. године, обнова Ане Вајлер из 1954. године догодила се након рока и била је неважећа. Случај је прегледао амерички окружни суд за Северни округ Калифорније, пресудивши да је роман заштићен ауторским правима након објављивања 1923. године, а не тада јавно дело. Међутим, потврђивањем 1923. године као датума објављивања, ово је потврдило Дизнијеву тврдњу да је обнова ауторских права поднета прекасно и да је роман постао дело јавног власништва 1951. године.
"Твин Бокс" се жалио на одлуку и у марту 1996. године амерички Апелациони суд за Девети круг преиначио је првобитну одлуку, наводећи да је роман страно дело 1923. године које није било у јавном власништву матичне државе када је објављен, дакле оригинална публикација и датум се не може користити у расправљању америчког закона о ауторским правима. Уместо тога, датум објављивања из 1926. године, први у коме се посебно изјаснио да је заштићен ауторским правима у Сједињеним Државама, сматра се годином када је роман заштићен ауторским правима у Америци. Стога је обнављање Ана Вилер правовремено и ваљано, а власништво "Твин Бокс"-а над ауторским правима је подржано.
Многи стручњаци за ауторска права одлуку о "Твин Бокс"-у и даље сматрају контроверзном. Давид Нимер, у чланку из 1998. године, тврдио је да "пресуда о Твин Бокс"-у значи да ће древна грчка епика, ако буде објављена ван САД без потребних формалности, бити подобна за заштиту ауторских права. Иако је Нимер закључио да "Твин Бокс" захтева ово откриће (у оквиру Деветог круга), резултат је окарактерисао као „очигледно апсурдан“.
Америчка ауторска права на роман тренутно треба да истекну 1. јануара 2022, док је у Аустрији и другим земљама Европске уније ушла у јавно власништво 1. јануара 2016. године.

### Наставак
Док је живео у изгнанству у Швајцарској, након што је био принуђен да побегне из нацистичке Аустрије, Салтен је написао наставак Бамбија који прати рођење и животе Бамбијевог потомства, близанаца, Геноа и Гурија. Млади јелени комуницирају са разним јеленима, а Бамби и Фалине их образују и надгледају док расту. Такође сазнају више о начинима човека, укључујући и ловце и ловочувара који желе да заштите јелена. Због Салтеновог статуса прогнаника - изгубио је аустријског издавача Paulа Zsolnay Verlag-а - превод романа на енглески језик први пут је објавио Bobbs-Merrill у Сједињеним Државама 1939, годину дана пре него што је његов нови издавач објавио наставак на оригиналном немачком језику у Швајцарској.

## Пријем
Бамби је био „изузетно популаран“ након објављивања,  поставши избор „књига месеца“ и продат у 650.000 примерака у Сједињеним Државама до 1942. године  Међутим, накнадно је забрањена у нацистичкој Немачкој 1936. године као „политичка алегорија о поступању са Јеврејима у Европи“. Многе копије романа су спаљене, што чини оригинална прва издања ретким и тешко их је пронаћи. 
```
„Читалац је створен да дубоко и узбудљиво осети ужас и тескобу лова, обману и окрутност дивљака, стрпљење и оданост мајке својим младима, бес бескрајних заљубљених супарника, милост и усамљеност велики принчеви шуме. На речима које понекад одузимају дах аутор црта шуму у свим њеним расположењима - олујама обузета лудилом или белим и тихим под снегом, или шапућући и певајући себи у зору.  — Louise Long, "Dallas Morning News", 
30. октобар
 
1938
.
[
24
]
"
```

Када је Феликс Салтен у мају – јулу 1930. године посетио Сједињене Државе као члан европске делегације новинара, био је топло поздрављен због Бамбија где год је делегација ишла, о чему је сведочио фински члан делегације Урхо Тоивола. У сопственој путописној књизи Салтен се овим није похвалио; само када описује посету „црначком колеџу“ у Атланти, он са страшћу помиње да су деца хвалила његове књиге.
У свом предговору романа, Џон Галсворти роман је назвао „укусном књигом - укусном не само за децу већ и онима која више нису те среће“ и „малим ремек-делом“ које показује „деликатност перцепције и суштинску истину“. Примећује да су, док су читали роман на броду док су прелазили Ла Манш, он, његова супруга и његов нећак читали сваку страницу редом током три сата у „тихом упијању“. Рецензент New York Times- а Џон Чемберлен похвалио је Салтенов „нежни, луцидни стил“ који вас „изводи из себе“. Осећао је да је Салтен забележио суштину сваког створења док су разговарали, хватајући "ритам различитих бића која живе у његовом шумском свету" и показујући посебно "разумевање" у детаљима различитих фаза Бамбијевог живота.  Такође је енглески превод сматрао „запањујуће“ урађеним. Рецензент за "Catholic World" похвалио је приступ теми, напомињући да је она „обележена поезијом и симпатијом [са] шармантним подсетницима на немачки фолклор и бајку“.  Међутим, није им се свидело „преношење одређених људских идеала на животињски ум“ и нејасне референце на верску алегорију. "Бостонски транскрипт" назвао га је „осетљивом алегоријом живота“. "Saturday Review" га је сматрао „лепим и грациозним“ делом који показује ретку „индивидуалност“. "Literary Supplement" је навео да је роман "прича о изузетном шарму, мада непоуздан неким чињеницама животињског живота."  Isabel Ely Lord, рецензирајући роман за амерички "Journal of Nursing", назвала је роман „дивном животињском причом“, а Салтен „песником“ чија је „слика шуме и њених људи незаборавна“.
Упоређујући Бамбија са Салтеновим каснијим делом Пери - у којем Бамби прави кратку камеју - Louise Long из "Dallas Morning News"-а је обоје сматра причама које „тихо и потпуно [плене] срце“. Дуго се осећало да је проза „сталожена и покретна и лепа попут поезије“ и хвали Салтена због његове способности да животињама одржи наизглед људски говор, а да притом „не крши њихове суштинске природе“.
Vicky Smith из часописа "Horn Book Magazine" сматрала је да је роман крвав у поређењу са каснијом Дизнијевом адаптацијом и назвала га је "плачљивком". Иако га критикује као један од најзапаженијих доступних романа против лова, она признаје да роман није лако заборавити и хвали „спону сцену“ где Бамбијева мајка умире, наводећи "потцењени закључак" те сцене, Бамби никада није видео мајку опет, „мајсторски изазива некомпликовани емоционални одговор“. Она доводи у питање Голсвортијеву препоруку романа спортистима у предговору, питајући се „колико је надобудних спортиста могло имати искуства обраћења пред Салтеновом нелагодним аранжманом и колико би их уместо тога могло отуђити“. У поређењу романа са Дизнијевим филмом, Steve Chapple из "Sports Afield"-а сматрао је да је Салтен гледао на Бамбијеву шуму као на „прилично застрашујуће место“, а роман у целини имао је „пуно мрачних призвука за одрасле“.  Тумачећи то као алегорију за Салтенов сопствени живот, Chapple је осетио да је Салтен наишао на „мало морбидно, крвареће срце европског интелектуалца“. "The Wall Street Journal" Џејмс П. Стерба га је такође сматрао "антифашистичком алегоријом" и саркастично примећује да "ћете наћи у одељку за децу у библиотеци, савршено место за ову књигу од 293 странице, препуну акције, крви и црева, сексуалног освајања и издаје "и" шуме пуне сеха и изгредника. Међу Бамбијеве сараднике убрајам најмање шест убистава (укључујући три убиства деце)“.

## Утицај
Либерални критичари тврде да је Бамби један од првих еколошких романа.

## Адаптације

### Филм

#### Анимирани филм Валта Диснеиа
Како је надолазио Другои светски рат, Макс Шустер помагао је у бегу јеврејину Салтену из нацистичке Аустрије и нацистичке Немачке, и помогао га увести, као и Бамбија да уђе у Волт Дизни Продукцију. Sidney Franklin, продуцент и режисер у компанији Метро-Голдвин-Мајер, откупио је филмска права 1933. године, у почетку желећи да изведе дело уживо у живој акцији. Одлучивши да би такав филм било претешко направити, продао је права Волту Дизнију у априлу 1937. у нади да ће уместо тога бити адаптиран у анимирани филм. Дизни је одмах почео да ради на филму, намеравајући да то буде други дугометражни анимирани филм компаније и његов први који ће се заснивати на одређеном, недавном делу.
Оригинални роман, написан за одраслу публику, сматран је превише „мрачним“ за младу публику којој је Дизни циљао, а са радом потребним на адаптацији романа, Дизни је продукцију зауставио док је радио на неколико других пројеката. Године 1938. Дизни је доделио Perce Pearce и Carl Fallberg да развију филмске табле, али пажња је убрзо скренута када је студио почео да ради на Фантазији.  Коначно, 17. августа 1939. продукција на Бамбију је започела, мада је полако напредовала услед промена у особљу студија, месту и методологији руковања анимацијом у то време. Писање је завршено у јулу 1940. године, до тада се буџет филма подигао на 858.000 долара. Дизни је касније био принуђен да смањи 12 минута од филма пре финалне анимације, како би уштедео трошкове продукције.
У великој мери модификован из оригиналног романа, Бамби је пуштен у биоскопе у Сједињеним Државама 8. августа 1942. Дизнијева верзија озбиљно умањује натуралистичке и еколошке елементе пронађене у роману, дајући му лакши, пријатељскији осећај. Додавање два нова лика, Зеца Тхумпера и Цветића Скунка, два слатка и нежна шумска створења, допринело је да филм добије жељени пријатељски и светлији осећај. Филм који се сматра класичним, назван је „крунским остварењем анимираног студија Волта Дизнија“ и проглашен је трећим најбољим филмом у жанру анимације "АФИ-јевих 10 Топ 10" (AFI's 10 Top 10) „класичних“ америчких филмских жанрова.

#### Руски филмови уживо
Године 1985. адаптацију уживо на руском језику, рус. Детство Бемби (Бамбијево детињство), продуцирао је и објавио у VHS формату у Совјетском Савезу филмски студио "Горки".  Режирала га је Натаља Бондарчук, која је такође написала сценарио заједно са Јуријем Нагибином, а музику је направио Борис Петров. Наталијин син Иван Бурљајев и њен супруг Николај Бурљајев глумили су младог, односно адолесцента Бамбија, док је Фалине (преименована у Фалину) Јекатерина Лицхиова тумачила као дете, а Галина Бељајева као одрасла особа. У овој адаптацији, филм почиње да користи животиње, прелази у употребу људских глумаца, а затим се враћа употреби животиња за крај.
Наставак, рус. Юность Бемби (Бамбијева младост), уследила је 1986. године, где су Николај и Галина поновили своје гласовне улоге као Бамби и Фалина. Филм приказује преко 100 врста живих животиња и снимљен је на различитим локацијама на Криму, планини Елбрус, Летонији и Чехословачкој, а прати нове заљубљенике Бамбија и Фелину док путују у потрази за цветом који даје живот. Оба филма је Руски биоскопски савет објавио на DVD-у са руским и енглеским могућностима титлова 2000. године. DVD  првог филма такође је садржао француски звучни запис, док је други уместо тога садржао француске титлове.

### Балет
Естонска композиторка Лидиа Аустер компоновала је балет Бамби 1986. године који је премијерно изведен у Тарту, позориште "Vanemuine", 1987.
Балетно позориште у Орегону адаптирало је Бамбија у вечерњи балет под називом Бамби: Господар шуме. Премијера је требало да буде изведена у марту 2000. године као главна продукција за сезону компаније 2000–2001. У сарадњи уметничког директора James Canfield-а  и композитора Thomas Lauderdale-а, продукција балета требала је бити интерпретација романа, а не Дизнијевог филма. У расправи о адаптацији, Canfield је изјавио да је добио копију романа као божићни поклон и утврдио да је то „класична прича о пунолетству и животном циклусу“. Даље је приметио да је представа инспирисана искључиво романом, а не Дизнијевим филмом. Након почетних најава, пар је дело почео називати The Collaboration, јер Дизни поседује права на лиценцирање имена Бамби и нису желели да се боре за права коришћења. Локална штампа балет је почела да назива алтернативним насловима, укључујући и Нот-Бамби за који је Canfield рекао да му је најдражи, из подсмеха у Дизниј-у. Премијера је одложена из необјашњивих разлога и још увек није изведена.

### Позориште
Драматург James DeVita, из Дечијег позоришта прве сцене, створио је сценску адаптацију романа. Сценарио је објавио "Anchorage Press Plays" 1. јуна 1997. Израђен је за млађе и тинејџере и задржао је наслов Бамби - живот у шуми, а игран је широм Сједињених Држава на разним местима. Сценариј захтева постављање отворене сцене и користи најмање девет глумаца: пет мушких и четири женска, да покрије тринаест улога. Америчко савезништво позоришта и образовања доделило је делу „Награду за истакнуту представу“ за адаптацију.

### Књига
Године 1999. роман је адаптиран у илустровану књигу за децу са тврдим корицама Janet Schulmanа, илустровали су га Steve Johnson и Lou Fancher, а издали су га "Simon & Schuster" као део свог отиска "Atheneum Books for Young Readers". У адаптацији је Schulman покушао да задржи део лирског осећаја оригиналног романа. Примећује да је, уместо да препише роман, „готово у потпуности реплицирала Салтенов језик. Неколико пута сам прочитао роман, а затим сам прошао и истакао дијалог и дирљиве реченице које је Салтен написао.“ " Тиме је задржан већи део изворног лирског осећаја романа, мада је краткоћа књиге резултирала жртвовањем дела „величанства и мистерије“ пронађеног у роману. Илустрације су створене да изгледају што реалније, користећи сликане слике, а не скице. 2002. године, "Audio Bookshelf" објавио је адаптацију Schulman-а у формату аудио књига, а Frank Dolan је био читалац.

## Још види
- Списак Дизнијевих биоскопских дугометражних анимираних филмова
- Бамби
- Бамби II
- Бамбијев ефекат, фраза која се односи на емоционалне приговоре на убијање „преслатких” животиња, инспирисана Дизнијевим приказом смрти Бамбијеве мајке од стране ловаца